# Belgische kampioenschappen atletiek 1963
De Belgische kampioenschappen atletiek 1963 Alle Categorieën vonden voor zowel de mannen als de vrouwen plaats op 27 en 28 juli in het Universitaire Sportcentrum in Heverlee.

## Uitslagen
| Atleet             | Prestatie | Onderdeel            | Atlete                | Prestatie |
| ------------------ | --------- | -------------------- | --------------------- | --------- |
| Paul Poels         | 10,9 s    | 100 m                | Terry Schueremans     | 12,8 s    |
| Jacques Pennewaert | 21,8 s    | 200 m                | Terry Schueremans     | 26,2 s    |
| Jacques Pennewaert | 47,8 s    | 400 m                | Godelieve Roggeman    | 59,7 s    |
| Willy Mertens      | 1.52,2    | 800 m                | Godelieve Roggeman    | 2.18,6    |
| Gaston Roelants    | 3.49,1    | 1500 m               | -                     | -         |
| Eugène Allonsius   | 14.23,8   | 5000 m               | -                     | -         |
| Rik Clerckx        | 30.17,6   | 10.000 m             | -                     | -         |
| -                  | -         | 80 m horden          | Hilde De Cort         | 11,9 s    |
| Wilfried Geeroms   | 14,8 s    | 110 m horden         | -                     | -         |
| Etienne D'Heye     | 25,7 s    | 200 m horden         | -                     | -         |
| Wilfried Geeroms   | 53,8 s    | 400 m horden         | -                     | -         |
| Gaston Roelants    | 8.56,6    | 3000 m steeple       | -                     | -         |
| Charles Timmermans | 1,90 m    | hoogspringen         | Ghislaine De Pauw     | 1,49 m    |
| Paul Coppejans     | 4,46 m    | polsstokhoogspringen | -                     | -         |
| Georges Salmon     | 7,40 m    | verspringen          | Dorette Van de Broek  | 5,30 m    |
| Freddy Herbrand    | 14,50 m   | hink-stap-springen   | -                     | -         |
| Edouard Szostak    | 16,36 m   | kogelstoten          | Hilde De Cort         | 12,54 m   |
| Edouard Szostak    | 46,99 m   | discuswerpen         | Rita Beyens           | 37,42 m   |
| Charles De Backere | 66,04 m   | speerwerpen          | Ghislaine D'Hollander | 36,96 m   |
| Henri Haest        | 50,92 m   | hamerslingeren       | -                     | -         |

1889 · 
1890 · 
1891 · 
1892 · 
1893 · 
1894 · 
1895 · 
1896 · 
1897 · 
1898 · 
1899 · 
1900 · 
1901 · 
1902 · 
1903 · 
1904 · 
1905 · 
1906 ·
1907 ·
1908 · 
1909 · 
1910 · 
1911 · 
1912 · 
1913 · 
1914 · 
1919 · 
1920 · 
1921 · 
1922 · 
1923 · 
1924 · 
1925 · 
1926 · 
1927 · 
1928 · 
1929 · 
1930 · 
1931 · 
1932 · 
1933 · 
1934 · 
1935 · 
1936 · 
1937 · 
1938 · 
1939 · 
1940 · 
1941 · 
1942 · 
1943 · 
1944 · 
1945 · 
1946 · 
1947 · 
1948 · 
1949 · 
1950 · 
1951 · 
1952 · 
1953 · 
1954 · 
1955 · 
1956 · 
1957 · 
1958 · 
1959 · 
1960 · 
1961 · 
1962 · 
1963 · 
1964 · 
1965 · 
1966 · 
1967 · 
1968 · 
1969 · 
1970 · 
1971 · 
1972 · 
1973 · 
1974 · 
1975 · 
1976 · 
1977 · 
1978 · 
1979 · 
1980 · 
1981 · 
1982 · 
1983 · 
1984 · 
1985 · 
1986 · 
1987 · 
1988 · 
1989 · 
1990 · 
1991 · 
1992 · 
1993 · 
1994 ·
1995 · 
1996 · 
1997 · 
1998 · 
1999 · 
2000 · 
2001 · 
2002 · 
2003 · 
2004 · 
2005 · 
2006 · 
2007 · 
2008 · 
2009 · 
2010 · 
2011 · 
2012 · 
2013 · 
2014 · 
2015 · 
2016 · 
2017 · 
2018 · 
2019 · 
2020 · 
2021 · 
2022 · 
2023 · 
2024